# Saint Thomas (Vélasquez)
Pour les articles homonymes, voir Saint Thomas.
L'apôtre Saint Thomas ((es) Santo Tomás) du musée des beaux-arts d'Orléans (Loiret, France) est une huile attribuée à Diego Vélasquez, appartenant à sa première période et peinte à Séville entre 1618 et 1620.

## Histoire du tableau
Au moins depuis 1843, le tableau se trouve au musée d'Orléans, où il était attribué à Murillo. En 1925, Manuel Gómez-Moreno l'a déclaré œuvre de Vélásquez par comparaison avec le Saint Paul du musée national d'art de Catalogne de Barcelone (Espagne), avec une inscription semblable dans la partie supérieure, restes d'un possible apôtre, série à laquelle pourrait également appartenir la Tête d'apôtre du musée du Prado de Madrid (Espagne). Bien qu'il ne soit pas possible d'établir une relation directe avec le présent tableau, dont on ignore la provenance jusqu'à son entrée au musée, on peut se souvenir cependant d'une série d'apôtres mentionnés par Antonio Ponz dans son Voyage en Espagne de 1772, qu'il localise dans une pièce contiguë à la cellule priorale de la Cartuja de las Cuevas à Séville, peintures qu'il attribue au peintre.
Il est, avec Démocrite (musée des Beaux-Arts de Rouen), le seul Velásquez conservé dans un musée français.
L'œuvre, dont la lisibilité était altérée par des repeints débordants et un vernis encrassé, a été restaurée en 2018 par Cinzia Pasquali.

## Description du tableau
Le saint apparaît de profil, ce qui rend plus difficile la possibilité qu'il fasse partie d'une série avec le Saint Paul de Barcelone en position quasi frontale. L'homme est enveloppé dans un lourd manteau brun orangé, marqué de profonds plis. Julián Gállego souligne la qualité des mains, étudiées d'après nature ; la main droite tient un livre ouvert relié en parchemin et la gauche une pique ou lance qui repose sur l'épaule. Le modèle est le même que celui du Saint Jean de Patmos et peut-être que celui de l'étude de la Tête de profil du musée de l'Ermitage de Saint-Pétersbourg (Russie) et que ceux qui apparaissent dans les tableaux Trois hommes à table, le déjeuner de Saint-Pétersbourg et de Budapest : homme jeune, avec une barbe naissante et des pommettes marquées, ici peut-être plus saillantes pour souligner le caractère ascétique. La lumière intense, provenant de la gauche, a conduit souvent à parler à propos de ce tableau de naturalisme caravagesque et son système d'éclairage de ténébriste.
L'identification avec l'apôtre saint Thomas, habituellement représenté avec une équerre, est possible cependant grâce à l'inscription située sur la partie supérieure («S. TOMAS.»), par la pique, attribut peu fréquent et que l'on retrouve également chez certains des apôtres du Greco, ou bien la lance de Longin, évoquant de cette manière ses doutes sur la Résurrection de Jésus, doutes qui ont été levés lorsqu’il a mis sa main dans le côté du Christ, ou l'attribut de son martyre, puisque selon Isidore de Séville, il est mort d'un coup de lance.

## Style du tableau
Ce tableau est un marqueur essentiel dans l'évolution artistique du peintre et témoigne de ses multiples sources d'inspiration. Il emprunte au Greco (1541-1614) le principe de l'Apostolado, selon une formule de portraits juvéniles, vigoureux, sans nimbe, dans un goût réaliste proche de l'art de Ribera (1591-1652) ou de Caravage (1571-1610), proposant une lecture personnelle des effets clair-obscur du peintre italien. Si les circonstances de la commande et la destination du tableau restent inconnues, le jeune Velázquez réalise un bel exemple de peinture contre-réformiste, montrant un homme simple avec des défauts, modèle à imiter pour le spectateur pieux. Velázquez aborde l'hagiographie en refusant les artifices du baroque, préférant montrer des hommes du peuple élevés à la sainteté, dans le naturalisme cru de leur simple humanité.

## Sources
- (es) Cet article est partiellement ou en totalité issu de l’article de Wikipédia en espagnol intitulé « Santo Tomás (Velázquez) » (voir la liste des auteurs).